# Juan Severino
Pour les articles homonymes, voir Severino.
Pas d'image ? Cliquez ici

a Compétitions nationales et continentales officielles uniquement.

b Matchs officiels uniquement.
Dernière mise à jour le 20 septembre 2018.
Juan Severino Somoza, né le 16 septembre 1981 en Argentine, est un joueur de rugby à XV portugais, d'origine argentine. Il joue avec l'équipe du Portugal au poste de troisième ligne aile. Il mesure 1,85 m et pèse 116 kg.

## Équipe du Portugal
- 50 sélections avec le Portugal
- 1 essai (5 points)
- Coupe du monde: 2007 (1 match)

## Palmarès
- Champion du Portugal de première division de rugby - Campeonato Nacional de Honra : 2006-2007